# Brion (Yonne)
Pour les articles homonymes, voir Brion.
Brion est une commune française située dans le département de l'Yonne, en région Bourgogne-Franche-Comté. C'est un village de 600 habitants situé en plein cœur de l'Yonne dont le hameau se nomme la Fourchotte.

## Géographie
Située à quasi égale distance de Sens et Auxerre, Brion est une commune fortement agricole légèrement vallonnée et bordée par la forêt d'Othe. Le village est articulé autour de l'église Saint-Phal récemment rénovée et d'un lavoir attenant à une source.
Plusieurs commerces y sont implantés avec entre autres un garage-station-service, et un affinage de fromages (spécialités : saint-florentin et soumaintrain).
Brion a un hameau appelé « la Fourchotte » situé à quelques kilomètres à l'ouest.
Brion est à 1 h 30 de Paris et Dijon et à moins de 3 h de Marseille par la proximité de la gare de Laroche-Migennes.
La forêt d'Othe, au nord, offre de belles promenades à pieds ou à cheval avec la proximité d'étangs (les étangs de Saint-Ange). Au sud, l'Yonne, l'Armançon et le canal de Bourgogne offrent également de beaux paysages.

### Communes limitrophes
distances orthodromiques

### Climat
Pour des articles plus généraux, voir Climat de la Bourgogne-Franche-Comté et Climat de l'Yonne.
En 2010, le climat de la commune est de type climat océanique dégradé des plaines du Centre et du Nord, selon une étude du Centre national de la recherche scientifique s'appuyant sur une série de données couvrant la période 1971-2000. En 2020, Météo-France publie une typologie des climats de la France métropolitaine dans laquelle la commune est exposée à un climat océanique altéré et est dans une zone de transition entre les régions climatiques « Nord-est du bassin Parisien » et « Lorraine, plateau de Langres, Morvan ». 
Pour la période 1971-2000, la température annuelle moyenne est de 11,2 °C, avec une amplitude thermique annuelle de 16,3 °C. Le cumul annuel moyen de précipitations est de 722 mm, avec 11,5 jours de précipitations en janvier et 7,7 jours en juillet. Pour la période 1991-2020, la température moyenne annuelle observée sur la station météorologique de Météo-France la plus proche, « Aillant », sur la commune de Montholon à 16 km à vol d'oiseau, est de 11,5 °C et le cumul annuel moyen de précipitations est de 727,4 mm. 
La température maximale relevée sur cette station est de 42,7 °C, atteinte le 24 juillet 2019 ; la température minimale est de −23,5 °C, atteinte le 25 février 1986,,. 
Les paramètres climatiques de la commune ont été estimés pour le milieu du siècle (2041-2070) selon différents scénarios d'émission de gaz à effet de serre à partir des nouvelles projections climatiques de référence DRIAS-2020. Ils sont consultables sur un site dédié publié par Météo-France en novembre 2022.

## Urbanisme

### Typologie
Au 1er janvier 2024, Brion est catégorisée commune rurale à habitat dispersé, selon la nouvelle grille communale de densité à sept niveaux définie par l'Insee en 2022.
Elle est située hors unité urbaine. Par ailleurs la commune fait partie de l'aire d'attraction de Migennes, dont elle est une commune de la couronne,. Cette aire, qui regroupe 4 communes, est catégorisée dans les aires de moins de 50 000 habitants,.

### Occupation des sols
L'occupation des sols de la commune, telle qu'elle ressort de la base de données européenne d’occupation biophysique des sols Corine Land Cover (CLC), est marquée par l'importance des territoires agricoles (84,3 % en 2018), une proportion sensiblement équivalente à celle de 1990 (84,5 %). La répartition détaillée en 2018 est la suivante : 
terres arables (78,5 %), forêts (11,8 %), zones agricoles hétérogènes (5,1 %), zones urbanisées (3,9 %), prairies (0,7 %). L'évolution de l’occupation des sols de la commune et de ses infrastructures peut être observée sur les différentes représentations cartographiques du territoire : la carte de Cassini (XVIIIe siècle), la carte d'état-major (1820-1866) et les cartes ou photos aériennes de l'IGN pour la période actuelle (1950 à aujourd'hui).

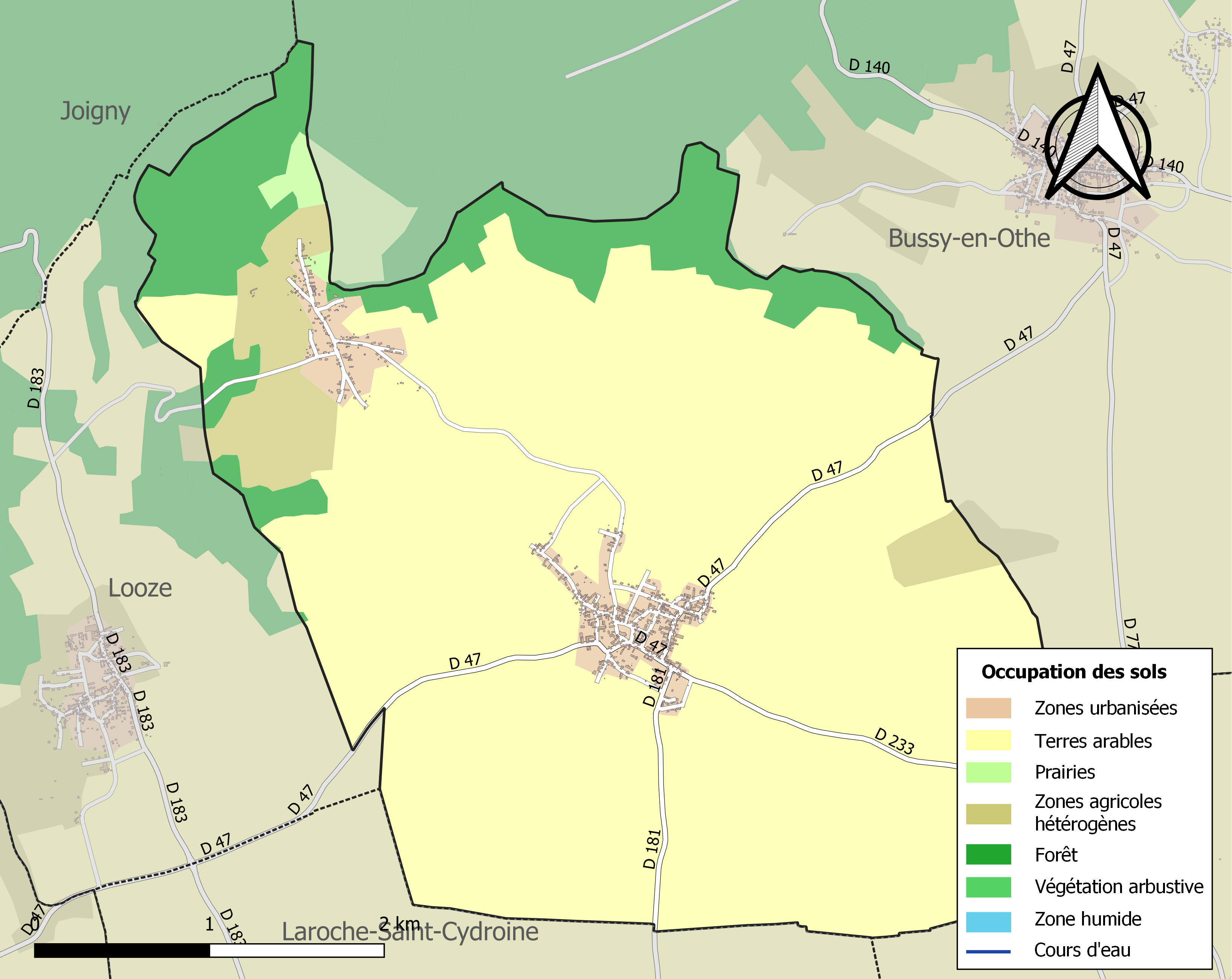
Carte des infrastructures et de l'occupation des sols de la commune en 2018 (CLC).

## Histoire
On retrouve la trace du nom de Brion sous la forme Brio, en 1147. À l'époque, le village dépendait de l'abbaye cistercienne des Escharlis, qui bénéficiait d'une charte octroyée par le seigneur Jean d'Arcy avant son départ en croisade en 1189.
Les comtes de Joigny, situés à 8 km de là, étaient également seigneurs de Brion.
Les Le Bouc, vassaux des comtes de Joigny, firent don aux habitants de Brion des bois environnants.

## Politique et administration
| Période                                  | Période  | Identité              | Étiquette | Qualité     |
| ---------------------------------------- | -------- | --------------------- | --------- | ----------- |
| Les données manquantes sont à compléter. |          |                       |           |             |
| 1930                                     | 1945     | Eugène Coppin         | SE        | Agriculteur |
| 1945                                     | 1953     | Camille Bruneau       | SE        | Agriculteur |
| 1953                                     | 1956     | Emile Callé           | SE        | Agriculteur |
| 1956                                     | 1965     | Georges Bouard        | SE        | Agriculteur |
| 1965                                     | 1977     | Pierre Moulinet-Loury | SE        | Agriculteur |
| 1977                                     | 1983     | Léonce Defrance       | SE        | Agriculteur |
| 1983                                     | 1995     | Guy Mauny             | SE        | Agriculteur |
| 1995                                     | 2000     | Bernard Lavocat       | SE        | Commercial  |
| 2000                                     | 2008     | Pascal Bureau         | SE        | Cadre Sncf  |
| 2008                                     | 2014     | Benoît Coppin         | SE        | Agriculteur |
| 2014                                     | 2020     | Michel Defrance       | SE        | Retraité    |
| 2020                                     | En cours | Philippe Petit        | SE        | Enseignant  |

## Démographie
L'évolution du nombre d'habitants est connue à travers les recensements de la population effectués dans la commune depuis 1793. Pour les communes de moins de 10 000 habitants, une enquête de recensement portant sur toute la population est réalisée tous les cinq ans, les populations de référence des années intermédiaires étant quant à elles estimées par interpolation ou extrapolation. Pour la commune, le premier recensement exhaustif entrant dans le cadre du nouveau dispositif a été réalisé en 2006.

En 2022, la commune comptait 614 habitants, en évolution de −2,38 % par rapport à 2016 (Yonne : −1,95 %, France hors Mayotte : +2,11 %).
| 1793 | 1800 | 1806 | 1821 | 1831 | 1836 | 1841 | 1846 | 1851 |
| ---- | ---- | ---- | ---- | ---- | ---- | ---- | ---- | ---- |
| 615  | 640  | 649  | 654  | 785  | 760  | 764  | 826  | 861  |

| 1856 | 1861 | 1866 | 1872 | 1876 | 1881 | 1886 | 1891 | 1896 |
| ---- | ---- | ---- | ---- | ---- | ---- | ---- | ---- | ---- |
| 835  | 890  | 885  | 896  | 862  | 859  | 808  | 760  | 705  |

| 1901 | 1906 | 1911 | 1921 | 1926 | 1931 | 1936 | 1946 | 1954 |
| ---- | ---- | ---- | ---- | ---- | ---- | ---- | ---- | ---- |
| 650  | 630  | 563  | 452  | 479  | 470  | 455  | 456  | 458  |

| 1962 | 1968 | 1975 | 1982 | 1990 | 1999 | 2006 | 2011 | 2016 |
| ---- | ---- | ---- | ---- | ---- | ---- | ---- | ---- | ---- |
| 404  | 360  | 421  | 499  | 533  | 600  | 602  | 599  | 629  |

| 2021 | 2022 | - | - | - | - | - | - | - |
| ---- | ---- | - | - | - | - | - | - | - |
| 617  | 614  | - | - | - | - | - | - | - |

## Culture locale et patrimoine

### Lieux et monuments
- Très beau lavoir accolé à la source d'eau potable du village (captage de Vaupreux).
- Église Saint-Phal (nef de style roman, et chœur de style gothique). Les contreforts extérieurs, du côté Sud, sont du XIIe siècle, la Vierge en pierre, classée monument historique, du XIIIe siècle. Fonts baptismaux du XVIe siècle. Le portail en bois sculpté du XVIe siècle est également classé. Sur le clocher, un coq en cuivre rouge datant de 1896. Les vitraux, victimes de l'explosion du camp de Chemilly, furent refaits en 1947. Les deux cloches se nomment Noémie et Audebertine[17].

### Environnement
La commune inclut cinq ZNIEFF :
- la ZNIEFF de la butte de Chaumont[18] a une surface de 32 ha, répartis sur les communes de Brion et Bussy-en-Othe. Son habitat déterminant est les landes, fruticées, pelouses, prairies, le tout au milieu de bois ;
- la ZNIEFF de la Côte au Roi et Garenne de Looze[19] a une surface de 47 ha, répartis sur les communes de Brion et Looze. Son habitat déterminant est composé de landes, fruticées, pelouses et prairies ; on y trouve aussi des bois ;
- la ZNIEFF du coteau de la Grande Vallotte[20] a une surface de 25 ha, répartis sur les communes de Brion et Bussy-en-Othe. Son habitat déterminant est les landes, fruticées, pelouses, prairies, le tout au milieu de bois ;
- la ZNIEFF du coteau des Pontignys et du bois de la Guette[21] a une surface de 31 ha, répartis sur les communes de Brion et Bussy-en-Othe. Son habitat déterminant est les landes, fruticées, pelouses, prairies, le tout au milieu de bois ;
- la ZNIEFF de la forêt d'Othe et ses abords[22], qui englobe 29 398 ha répartis sur 21 communes[23]. Le milieu déterminant est la forêt ; on y trouve aussi eaux douces stagnantes, landes, fruticées, pelouses et prairies.

### Personnalités liées à la commune
- Alexander Schnell, philosophe, a vécu à La Fourchotte de 2008 à 2011.

Le pape Martin IV était né à Brion

### Héraldique
| Blason de Brion | Blason  | Parti d'azur au maillet versé d'or, et du même à deux crosses adossées du premier. |
| Blason de Brion | Détails | Le statut officiel du blason reste à déterminer.                                   |

## Pour approfondir